# Lotnisko Kraków-Pobiednik Wielki
Lotnisko Kraków-Pobiednik Wielki (kod ICAO: EPKP) – sportowe lotnisko cywilne usytuowane za wschodnią granicą administracyjną Krakowa, w miejscowości Pobiednik Wielki.
We wrześniu 1939 na lotnisku stacjonowały 121. i 122. eskadry myśliwskie.

## Właściciel
Od 1952 lotnisko w Krakowie-Pobiedniku Wielkim stało się podstawową bazą działalności Aeroklubu Krakowskiego. Aeroklub jest właścicielem hipotecznym 150 hektarów lotniska.
W 2016 roku lotnisko otrzymało certyfikat ULC.